# Nevio
Nevio je moško osebno ime.

## Izvor imena
Ime Nevio je moška oblika ženskega osebnega imena Nives.

## Pogostost imena
Po podatkih Statističnega urada Republike Slovenije je bilo na dan 31. decembra 2007 v Sloveniji število moških oseb z imenom Nevio: 63.

## Osebni praznik
Osebe z imenom Nevio lahko godujejo kot osebe z imenom Nives.